# Herbert Thomas King
Herbert Thomas King (* 2. Juni 1920 in Tutzing; † 5. Juli 2001 in Rheinfelden (Baden)) war ein deutscher Kommunalpolitiker und von 1948 bis 1975 Bürgermeister, von 1975 bis 1988 Oberbürgermeister der Stadt Rheinfelden (Baden).

## Leben
Herbert King war Sohn des Schlossermeisters Julius und der Mutter Maria King, geborene Sedlmayer. King besuchte von 1926 bis 1934 die Volksschulen in Penzberg und Weil am Rhein. Von 1934 bis 1936 war er an der Höheren Handelsschule in Lörrach und legte dort die Mittlere Reife ab. Von 1936 bis 1939 machte er eine kaufmännische Lehre bei einer Seidenweberei in Weil am Rhein und legte 1939 die Handlungsgehilfenprüfung in Mannheim ab. Wegen guter Leistungen wurde seine Lehrzeit um neun Monate verkürzt. In den Jahren 1939 bis 1940 war er für die IG Farben in Ludwigshafen tätig und wurde während des Zweiten Weltkrieges in den Militärdienst bei der Luftwaffe eingesetzt. Als Feldwebel hatte er verschiedene Einsätze als Fallschirm-Pionier. Im September 1945 kehrte er nach kanadischer Gefangennahme zurück.
Nach Ende des Zweiten Weltkrieges war er von November 1945 bis 1948 zunächst als Buchhalter bei der Stadtverwaltung von Rheinfelden (Baden) tätig und übernahm ab dem 1. April 1947 zusätzlich die Leitung des städtischen Rechnungsamtes. Die Freien Wähler ermunterten ihn, sich auf das Amt zum Bürgermeister zu bewerben; er gehörte jedoch nie einer Partei an. Als er am 5. Dezember 1948 zum Bürgermeister gewählt wurde, war er mit 28 Jahren der jüngste Bürgermeister in Baden. Zwar war die Stadt nicht durch den Krieg zerstört. Trotzdem stand der Aufbau der Industrie im Vordergrund. Ebenso galt es Wohnungsnot, Flüchtlingsaufnahme und Währungsreform zu meistern. Schwerpunkte der Arbeit in Rheinfelden war die Integration der Heimatvertriebenen, der Bau des Kreiskrankenhauses Rheinfelden und einer neuen Volksschule. Am 20. Oktober 1957 wurde King in seinem Amt bestätigt. Durch die rasch wachsende Industrie blieb die Wohnungsnot das größte Problem der 1950er und 1960er Jahre. Auf Vorschlag Kings trat die Stadt Rheinfelden 1963 dem „Rat der Gemeinden Europas“ bei und knüpfte im selben Jahr eine Städtepartnerschaft mit der französischen Stadt Fécamp. 1968 folgte eine weitere Städtepartnerschaft mit der englischen Stadt Barry. 1969 folgte eine dritte Kandidatur, wo er sich als Kandidat der Freien Wähler aufstellen ließ. Die dritte Amtszeit stand im Zeichen der Gebiets- und Verwaltungsreform, die das Gemarkungsgebiet von Rheinfelden anwachsen ließ. Rheinfelden wurde am 1. Januar 1975 in den Stand einer Großen Kreisstadt erhoben, King damit Oberbürgermeister. In dieser letzten Amtszeit standen der Bau vom großen Sportzentrum beim Freibad und eine zweite Kläranlage auf der Gemarkung Schwörstadt  im Vordergrund. Im Juni 1988 war King 68 Jahre alt geworden. Seine Amtszeit hätte noch bis Ende 1990 gedauert; der Gesetzgeber schrieb dem dienstältesten Oberbürgermeister Badens die Pension vor. Am 16. Juni 1988 leitete er die letzte Gemeinderatssitzung, am 24. Juni 1988 wurde er verabschiedet.

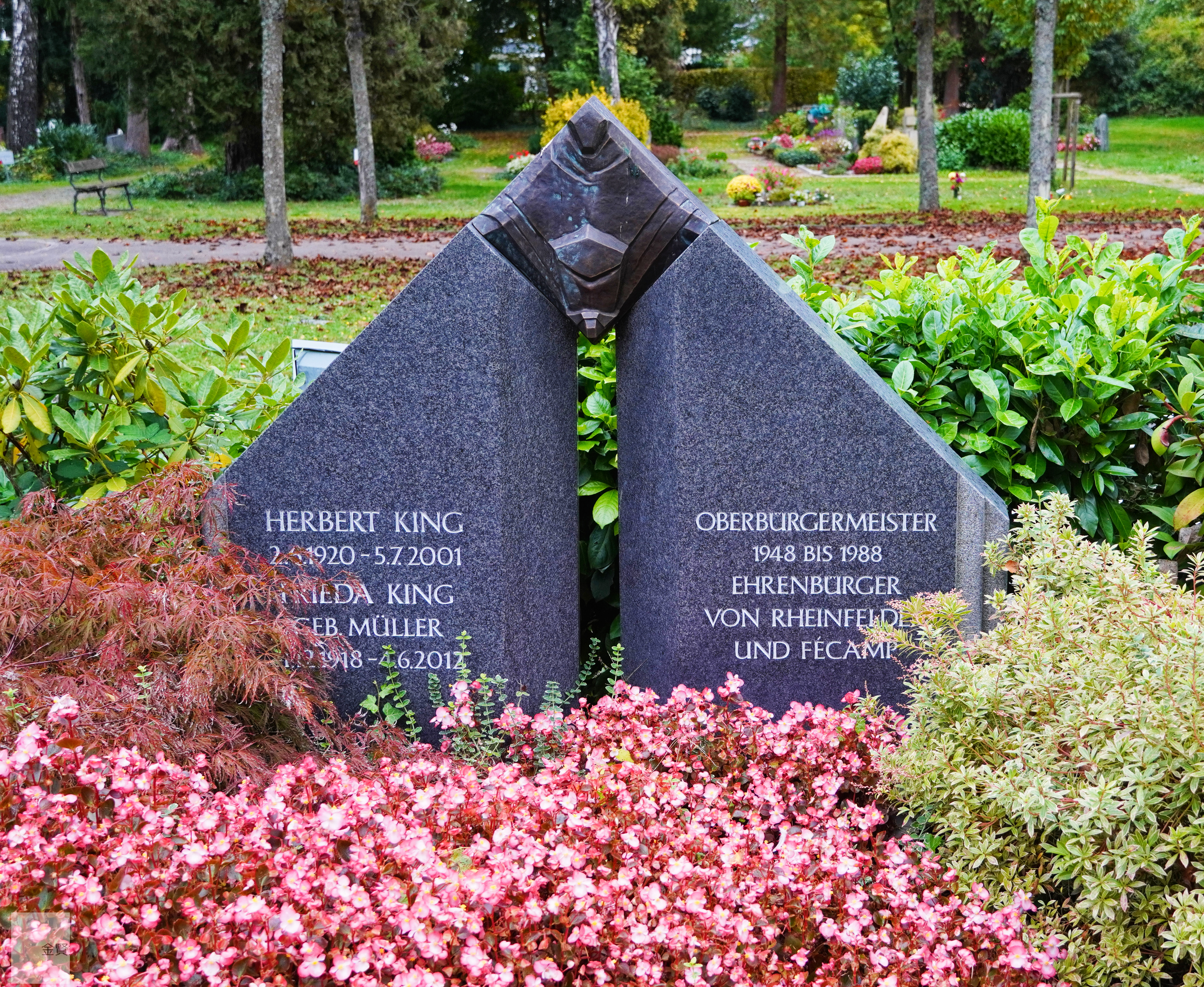
Grabstein Herbert und Frieda King-Müller

Herbert King starb 2001 an Herzversagen. Er wurde auf dem Friedhof Rheinfelden (Baden) beerdigt.

## Privat
Herbert King war mit der aus Rheinfelden stammenden Frieda King (1918–2012), geborene Müller, verheiratet und hatte drei Töchter und einen Sohn mit ihr.

## Ehrungen
- 1969: Dr.-Johann-Christian-Eberle-Medaille
- 1973: Bundesverdienstkreuz am Bande
- 1976: Bundesverdienstkreuz 1. Klasse
- 1978: Verdienstmedaille der Stadt Rheinfelden (Baden) in Gold
- 1983: Goldenes Ehrenkreuz des Deutschen Roten Kreuzes u. Landkreismedaille Baden-Württemberg
- 1988: Verdienstmedaille des Landes Baden-Württemberg
- 1988: Große Sparkassenmedaille Baden-Württemberg

Herbert King war Ehrenbürger der Städte Rheinfelden (Baden) und der französischen Partnerstadt Fécamp. Nach ihm wurde im Jahr 2000 außerdem in Rheinfelden eine Parkanlage benannt.